# Michaił Prokofjew
Michaił Aleksiejewicz Prokofjew (ros. Михаил Алексеевич Прокофьев, ur. 18 listopada 1910 we wsi Woskriesienskoje w obwodzie smoleńskim, zm. 29 kwietnia 1999 w Moskwie) – radziecki chemik i działacz państwowy i partyjny.

## Życiorys
Od września 1930 do lipca 1935 studiował na Wydziale Chemicznym Moskiewskiego Uniwersytetu Państwowego im. Łomonosowa, od lipca 1935 do grudnia 1937 służył w Armii Czerwonej, od grudnia 1937 do grudnia 1940 był aspirantem Wydziału Chemicznego Moskiewskiego Uniwersytetu Państwowego im. Łomonosowa. Od grudnia 1940 do października 1941 zastępca dyrektora Naukowo-Badawczego Instytutu Chemii Moskiewskiego Uniwersytetu Państwowego im. Łomonosowa, później służył we flocie wojskowo-morskiej, szef oddziału Ludowego Komisariatu Floty Wojskowo-Morskiej ZSRR. Od 1941 członek WKP(b), od maja 1946 do września 1948 starszy pracownik naukowy i zastępca dyrektora Naukowo-Badawczego Instytutu Chemii Moskiewskiego Uniwersytetu Państwowego im. Łomonosowa, od września 1948 do września 1951 sekretarz komitetu WKP(b) tego uniwersytetu, później pracował w Ministerstwie Wyższej Oświaty jako szef Głównego Zarządu Uniwersytetów tego ministerstwa. Od marca 1953 do marca 1954 szef Głównego Zarządu Uniwersytetów Ministerstwa Kultury ZSRR, od marca 1954 do czerwca 1959 zastępca ministra wyższej oświaty ZSRR, od czerwca 1959 do maja 1966 I zastępca ministra wyższej i średniej oświaty specjalnej ZSRR, 1963 został doktorem nauk chemicznych i profesorem, a 1965 działającym Członkiem Akademii Nauk Pedagogicznych ZSRR. Od 1966 członek korespondent Akademii Nauk ZSRR, od 4 maja do 24 grudnia 1966 minister oświaty RFSRR, od 24 grudnia 1966 do 20 grudnia 1984 minister oświaty ZSRR, następnie na emeryturze. Od 9 kwietnia 1971 do 6 marca 1986 członek KC KPZR. Deputowany do Rady Najwyższej ZSRR od 7 do 11 kadencji. Pochowany na Cmentarzu Wagańkowskim w Moskwie.

## Odznaczenia
- Order Lenina (dwukrotnie)
- Order Czerwonego Sztandaru Pracy
- Order Wojny Ojczyźnianej II klasy
- Order Czerwonej Gwiazdy
- Order „Znak Honoru”